# Сутрешен блок (сериал)
Сутрешен блок е български сериал, излъчван по телевизия TV7.

## Сюжет
„Сутрешен блок“ е комедийна поредица, проследяваща случките от ежедневието и работната среда на един малък екип, зает с продуцирането на Сутрешен блок. Рейтингите на блока се крепят на дългогодишния му водещ Тодор Колев, любимец на жените от възрастното поколение и много важен за оцеляването на продукцията. Целият персонал се грижи за неговото добруване, а самият водещ не е лишен от капризи, сред които хобито му да колекционира ценни предмети, свързани с неговия личен живот и кариера. Често обстановката се нажежава от нелогичните хрумки и претенции на продуцента и собственик на медията Александър Хаджибеломорски, сприхав син на властна майка, ангажиран и в промоцията на останалите си бизнес-начинания. С неговата некомпететност и амбиции трябва да се бори Албена Христова, професионалистка с високи изисквания към себе си и останалите, принудена често да влиза в ролята на майка на екипа.
Нейният асистент Пламен Попов е постоянно ангажиран в разпространяването на клюки и заплитането на интриги, докато репортерът Атанас Върбанов, нереализиран актьор с поведение на тарикат от крайните квартали, закача всяка жена в офиса с дебелашкия си хумор. Всички в редакцията се страхуват от всемогъщата секретарка Вера, едра жена с богат житейски опит и безкомпромисно поведение. Въпреки несходствата между типажите, екипът работи успешно, докато продуцентът не решава да уволни старата ко-водеща Ирена Иванова и да назначи своята племенница Кети Стоева за нова водеща на блока. Пристигането на Кети ще обърне работния процес с главата надолу.

## Любопитни факти
Това е последната телевизионна роля на Тодор Колев.

## ЛГБТ+ репрезентация
Борис Лапшов разкрива в интервю, че персонажът му Пламен Попов е гей, и по сценарий е влюбен в Атанас Върбанов.